# التهاب عضلة القلب اليوزيني
التهاب عضلة القلب اليوزيني هو التهاب في عضلة القلب ناتج عن ارتشاح أحد أنواع خلايا الدم البيضاء، وهي الخلايا الحمضية، وتأثيرها المدمر. عادةً ما يرتبط هذا الاضطراب بفرط اليوزينيات، أي تجاوز تعداد الخلايا الحمضية في الدم 1500 خلية لكل ميكروليتر (الطبيعي 100-400 لكل ميكروليتر). يتميز عن التهاب العضلة القلبية اللايوزيني، وهو التهاب في القلب ينجم عن أنواع أخرى من خلايا الدم البيضاء، مثل الخلايا اللمفاوية والخلايا الوحيدة، وسلائف هذه الخلايا كالخلايا الفاتكة الطبيعية والبلاعم. هذا الفرق مهم لأن الاضطراب القائم على الخلايا الحمضية يعود إلى مجموعة معينة من الأمراض الكامنة ويختلف علاجه عن علاج التهاب العضلة القلبية اللايوزيني.
غالبًا ما يُعتبر التهاب عضلة القلب اليوزيني اضطرابًا ذا ثلاث مراحل مترقية. تتضمن المرحلة الأولى من التهاب عضلة القلب اليوزيني التهاب حاد وتنخر خلايا القلب؛ تظهر فيها أعراض متلازمة الشريان التاجي الحادة مثل الذبحة الصدرية والنوبة القلبية و/أو قصور القلب الاحتقاني. المرحلة الثانية هي المرحلة الخثارية إذ يشكل شغاف (الجدار الداخلي) القلب المصاب خثرات دموية تنفصل وتنتقل وتسد مجرى الدم ضمن الشرايين الجهازية أو الرئوية؛ قد تشكل هذه المرحلة الأعراض البدئية لدى بعض المرضى. المرحلة الثالثة هي المرحلة التليّفية إذ يحدث تندب مكان أنسجة عضلة القلب التالفة ما يؤدي إلى أعراض سريرية تتمثل باضطراب تقلص عضلة القلب والداء القلبي الصمامي. يُنظر إلى التهاب عضلة القلب اليوزيني والتهاب عضلة القلب الخثاري اليوزيني والتهاب عضلة القلب اليوزيني التليفي على أنها ثلاثة اضطرابات منفصلة لكنها مرتبطة تسلسليًا ضمن طيف من الاضطرابات تسمى أمراض القلب اليوزينية. ينصب التركيز هنا على التهاب عضلة القلب اليوزيني باعتباره اضطرابًا منفصلاً عن عقابيله الخثارية والليفية.
التهاب عضلة القلب اليوزيني هو اضطراب نادر. عادةً ما يرتبط بأحد الأسباب الكامنة وراء السلوك المرضي للخلايا الحمضية مثل التأثيرات السمية للأدوية (أحد أسبابه الأكثر شيوعًا في الدول المتقدمة)، أو نتيجة لأنواع معينة من العدوى بالطفيليات والأوالي (أحد الأسباب الأكثر شيوعًا للاضطراب في المناطق التي تنتشر فيها هذه الأمراض)، أو نتيجة فرط تعداد الخلايا الحمضية النشطة بالدم بسبب مجموعة واسعة من الأسباب الأخرى. يختلف العلاج المحدد (بخلاف التدابير التي تُؤخذ لدعم الجهاز القلبي الوعائي) لالتهاب عضلة القلب اليوزيني عن العلاج المحدد لأشكال أخرى من التهاب عضلة القلب بكونه يركز على تخفيف السبب الكامن وراء التعداد الكبير للخلايا الحمضية ونشاها المفرط بالإضافة إلى تثبيط الفعالية المرضية لهذه الخلايا.

## العلامات والأعراض
تكون الأعراض في التهاب عضلة القلب اليوزيني متغيرة للغاية. وهي تعكس العديد من الاضطرابات الكامنة التي تسبب اختلال وظيفة الخلايا الحمضية بالإضافة إلى المعدلات المتباينة لشدة تفاقم اضرابات القلب. قبل اكتشاف الأعراض القلبية، يعاني نحو 66% من المرضى من أعراض نزلات البرد ويعاني 33% منهم من أعراض الربو أو التهاب الأنف أو الشرى أو اضطرابات الحساسية الأخرى. تتراوح الأعراض القلبية لالتهاب عضلة القلب اليوزيني من كونها معدومة إلى حالات تهدد الحياة مثل الصدمة القلبية أو الموت المفاجئ بسبب اضطراب النظم القلبي. من الشائع أن تكون الأعراض القلبية التي تظهر في الاضطراب هي نفسها التي تظهر في أمراض القلب الأخرى: ألم في الصدر وضيق في التنفس وإعياء وخفقان في الصدر وشعور بالدوار وإغماء. لكن وفي أشد حالاته، يمكن أن يظهر التهاب عضلة القلب الإيزونوفيلي على أنه التهاب عضلة القلب اليوزيني الناخر الحاد، أي تظهر أعراض عشوائية وغالبًا مميتة من قصور القلب واضطراب النظم القلبي. يعكس هذا الشكل النادر من الاضطراب ارتشاح سريع وواسع النطاق للخلايا الحمضية ضمن القلب يرافقه تنخر هائل لخلايا عضلة القلب.
يحدث فرط اليوزينيات (التعداد الدموي للخلايا الحمضية يبلغ 1500 أو أكثر لكل ميكروليتر)، أو بشكل أقل شيوعًا، كثرة اليوزينيات (التعداد الدموي للخلايا الحمضية أكثر من 500 لكن أقل من 1500 لكل ميكروليتر) في الغالبية العظمى من حالات التهاب عضلة القلب اليوزيني وتشير هذه قيم إلى هذا الاضطراب بشكل تفريقي عن أنواع أخرى من التهابات عضلة القلب أو اضطرابات عضلة القلب. ومع ذلك، قد لا يكون التعداد الدموي للخلايا الحمضية عاليًا خلال المرحلة الأولى من المرض. تشير النتائج المخبرية الأخرى الأقل نوعية إلى وجود اضطراب قلبي، لكنه ليس بالضرورة التهاب عضلة القلب اليوزيني. تشمل هذه مستويات دموية مرتفعة لواسمات الالتهابات الجهازية (مثل البروتين المتفاعل-C وسرعة ترسب الدم)، ومستويات دموية مرتفعة لواسمات اضطرابات القلب (مثل كيناز الكرياتين والتروبونين)؛ واضطرابات في تخطيط كهربائية القلب (غالبًا شذوذ القطعة إس تي-الموجة تي).

## التهاب حوائط الشريان التاجي اليوزيني
التهاب حوائط الشريان التاجي اليوزيني هو اضطراب قلبي نادر للغاية ناتج عن ارتشاح شديد للخلايا الحمضية في الغلالة البرانية ومحيط الغلالة البرانية، أي الأنسجة الرخوة المحيطة بالشرايين التاجية. تبقى طبقات البطانة والغلالة الوسطانية والغلالة الباطنة لهذه الشرايين سليمة ولا تتأثر عمومًا. بالتالي، يتميز هذا الاضطراب بنوبات الذبحة الصدرية، وخاصةً ذبحة برنزميتال، واضطراب النظم القلبي العشوائية التي قد تؤدي إلى الموت المفاجئ. يعتبر هذا الاضطراب مختلفًا عن التهاب عضلة القلب اليوزيني بالإضافة إلى أشكال أخرى من اضطرابات الشرايين الالتهابية لأنه يقتصر على الشريان التاجي.

## السبب
هناك العديد من أسباب كثرة اليوزينيات التي قد تكمن وراء التهاب عضلة القلب اليوزيني. تُصنف هذه الأسباب إلى أولية (أي عيب داخلي في خطوط الخلايا الحمضية)، وثانوية (ناجمة عن اضطراب كامن يحفز تكاثر الخلايا الحمضية وتنشيطها)، ومجهولة (أي سبب غير معروف). تُصنف الأسباب غير المجهولة للاضطراب إلى أشكال مختلفة من أمراض الحساسية أو المناعة الذاتية أو الالتهابية أو الخبيثة وتفاعلات فرط الحساسية للأدوية أو اللقاحات أو القلب المزروع. رغم وجوب اعتبار أي سبب لارتفاع الخلايا الحمضية وتنشيطها في الدم سبباً محتملاً لالتهاب عضلة القلب اليوزيني، تقدم القائمة التالية الأنواع الرئيسية من كثرة اليوزينيات التي يُعرف أو يعتقد أنها تكمن وراء هذا الاضطراب.
الأسباب الأولية التي قد تؤدي إلى التهاب عضلة القلب اليوزيني هي:
- فرط اليوزينيات النسيلي. [11]
- ابيضاض اليوزينيات المزمن.
- متلازمة فرط اليوزينيات مجهول السبب.

الأسباب الثانوية التي قد تؤدي إلى التهاب عضلة القلب اليوزيني هي:
- الديدان الطفيلية
- العدوى بالأوالي
- الفيروسات
- أمراض الحساسية وأمراض المناعة الذاتية
- حالات الخباثات الدموية أو المحتملة الخباثة
- تفاعلات فرط الحساسية لبعض العوامل
- الصادات الحيوية ومضادات الفيروسات[12][13][14]
- مضادات الاختلاج/مضادات الذهان/مضادات الاكتئاب
- مضادات الالتهاب
- المدرات
- مثبطات الإنزيم المحول للأنجيوتنسين
- أدوية أخرى
- الملوثات
- الللقاحات

## العلاج
لم تُجر أي دراسات علاجية شاملة لالتهاب عضلة القلب اليوزيني بسبب ندرته. وجهت الدراسات الصغيرة وتقارير الحالة الجهود نحو: أ) دعم وظيفة القلب من خلال ضبط قصور القلب وتخفيف اضطرابات النظم القلبية التي تهدد الحياة؛ ب) تخفيف التهاب القلب اليوزيني. ج) علاج الاضطراب الكامن. في جميع حالات التهاب عضلة القلب اليوزيني العرضي التي تفتقر إلى تدبير علاجي محدد للاضطراب الكامن، توصي الدراسات المتوفرة بمعالجة المكون الالتهابي لهذا الاضطراب بأدوية كبت المناعة اللانوعية، وجرعات عالية من الكورتيكوستيرويدات يليها تخفيف تدريجي للجرعة وأخيرًا جرعة منخفضة مستمرة. يوصى بعلاج الأفراد المصابين الذين يفشل لديهم هذا التدبير العلاجي أو الذين يعانون من صدمة قلبية بأدوية كبت المناعة اللانوعية الأخرى، مثل الآزاثيوبرين أو السيكلوفوسفاميد، كعوامل مساعدة أو بديلة للكورتيكوستيرويدات. رغم ذلك، يجب علاج المرض الكامن لدى الأفراد المصابين في حال إمكانية كشفه؛ وفي حالات الأعراض الخطيرة، يمكن علاج هؤلاء الأفراد بشكل متزامن باستخدام الكورتيكوستيرويدات.

## الإنذار
يتراوح إنذار التهاب عضلة القلب اليوزيني من قاتل بسرعة إلى مزمن للغاية أو غير قاتل. يُعتبر التفاقم المعتدل للمرض على مدى عدة أشهر إلى سنوات الإنذار الأكثر شيوعًا. بالإضافة إلى سرعة إصابات عضلة القلب الالتهابية، قد يتأثر إنذار التهاب عضلة القلب اليوزيني بالسبب الكامن وراءه. مثلًا، قد يحد السبب الخبيث الكامن وراء كثرة اليوزينيات من احتمال النجاة.